# Ingelstorps landskommun
Ingelstorps landskommun var en tidigare kommun i dåvarande Kristianstads län.

## Administrativ historik
Kommunen bildades i Ingelstorps socken i Ingelstads härad i Skåne när 1862 års kommunalförordningar trädde i kraft.
Vid kommunreformen 1952 uppgick kommunen i Glemmingebro landskommun som upplöstes 1971 då denna del uppgick i Ystads kommun.

## Politik

### Mandatfördelning i Ingelstorps landskommun 1938-1946
| 6 | 9 | 4 |

| 19 |

| 7 | 12 |

| 19 |

| 7 | 12 |

| 19 |